# Syringogaster cressoni
Syringogaster cressoni är en tvåvingeart som beskrevs av Prado 1969. Syringogaster cressoni ingår i släktet Syringogaster och familjen Syringogastridae. Inga underarter finns listade i Catalogue of Life.